# Хароп
Хароп (др.-греч. Χαρόποιό) — имя ряда персонажей древнегреческой мифологии и исторических личностей:
- фракиец, отец Эагра[1];
- отец Нирея, царя острова Сима[2]
- троянец, сын Гиппаса и брат Сока, убитый Одиссеем под Троей[3][4][5];
- одна из собак Актеона[6][7];
- первый из афинских архонтов, избранных на 10 лет (752—742 годы до н. э.)[8];
- олимпийский чемпион середины I века до н. э., сын Телемаха из Элиды; сохранился постамент его статуи с надписью[9].